# Heykal Ede
Heykal Ede, id. (Csehország, Břevnov-Tejnka, 1844. március 25. – Pápa, 1929. április 26.) kertész, pomológus.

## Életrajza
1844. március 25-én született a csehországi Teynkában. Kétszer nősült. Első neje Rubringer Anna (1840-1898, második neje Mattauch Ernesztine. Fiai: Ede (1877-1957), Jenő és Sándor, és egy lánya Berta Mayer Istvánné.
A prágai Állami Pomológiai Intézet botanikai tanfolyamán végzett, majd a bécsi udvari kertészet kertésze lett. Később 1867-1887 között Pápán, gr. Esterházy Pál kertészetének vezetője lett, majd 1887-1892 között saját kertészetet alapított Pápán. 1892-1913 között pedig a Debreceni Református Kollégium füvészkertjének főkertésze volt. Előbb Debrecenben, majd Pápán élt és tevékenykedett.
1929. április 26-án hunyt el Pápán, 85 évesen, a pápai Alsóvárosi Temetőben nyugszik.

## Munkássága
Gyümölcsnemesítéssel foglalkozott. Nevéhez fűződik a nemzetközileg is elismert Heykal-féle fehér és piros szamóca [eper] és a Heykal-féle arany renette [alma] fajták nemesítése.  A Debreceni Református Kollégium kertjének ő végezte a korszerűsítését, értékes füvészeti gyűjteményt hozott létre, amely számos kiállításon aranyérmet nyert. Kertépítészeti tevékenysége is értékes, a Pápai Várkert díszkertjének is ő volt a létrehozója.
1877-től alapító tagja a Pápai Kertészeti Társulatnak. Alapító tagja az Országos Magyar Kertészeti Társulat választmányának, tagja a Bécsi Kertészeti Társaságnak, a Magyar Természettudományi Társulatnak, a Méhészeti Magyar Kertészeti Egyesületnek tiszteletbeli tagja (1924-től). Állandó munkatársa volt a Kert és a Kertészeti Lapoknak.